# BYD F0
Der BYD F0 (bis Anfang 2008 noch BYD F1) ist ein Kleinstwagen des chinesischen Herstellers BYD Auto.

## Beschreibung
Das Fahrzeug wurde 2008 als Nachfolger des extrem einfachen BYD Flyer eingeführt und verkaufte sich im ersten Halbjahr 2010 in etwa 60.000 Exemplaren. Es ähnelte äußerlich dem Toyota Aygo; im Rahmen der Modellpflege wurde der F0 2012 und 2015 überarbeitet.
Der 50 kW-Frontmotor mit einem Hubraum von einem Liter ist eine Eigenentwicklung des Herstellers und ermöglicht eine Höchstgeschwindigkeit von 151 km/h.
Der BYD F0 ist mit vorderen MacPherson-Federbeinen und einer BYD-Verbundlenkerachse ausgestattet. Zum Serienumfang gehört ein Antiblockiersystem mit einer elektronischen Bremskraftverteilung des amerikanischen Zulieferers Delphi Automotive.
Das fünfsitzige Fahrzeug weist serienmäßig eine Klimaanlage und ein dem Keyless Go vergleichbares, schlüsselloses Startsystem auf.
Auffällig ist ein an der Heckseite angebrachtes, (in der EU nicht zulassungsfähiges) beleuchtetes Firmenlogo.
Der F0 wird in Asien, Südamerika und Afrika angeboten. In China kostet das Fahrzeug je nach Ausstattung zwischen 36.900 und 46.900 Yuan (Stand 2013).
2019 wurde der Kleinstwagen vom elektrisch angetriebenen BYD e1 abgelöst.

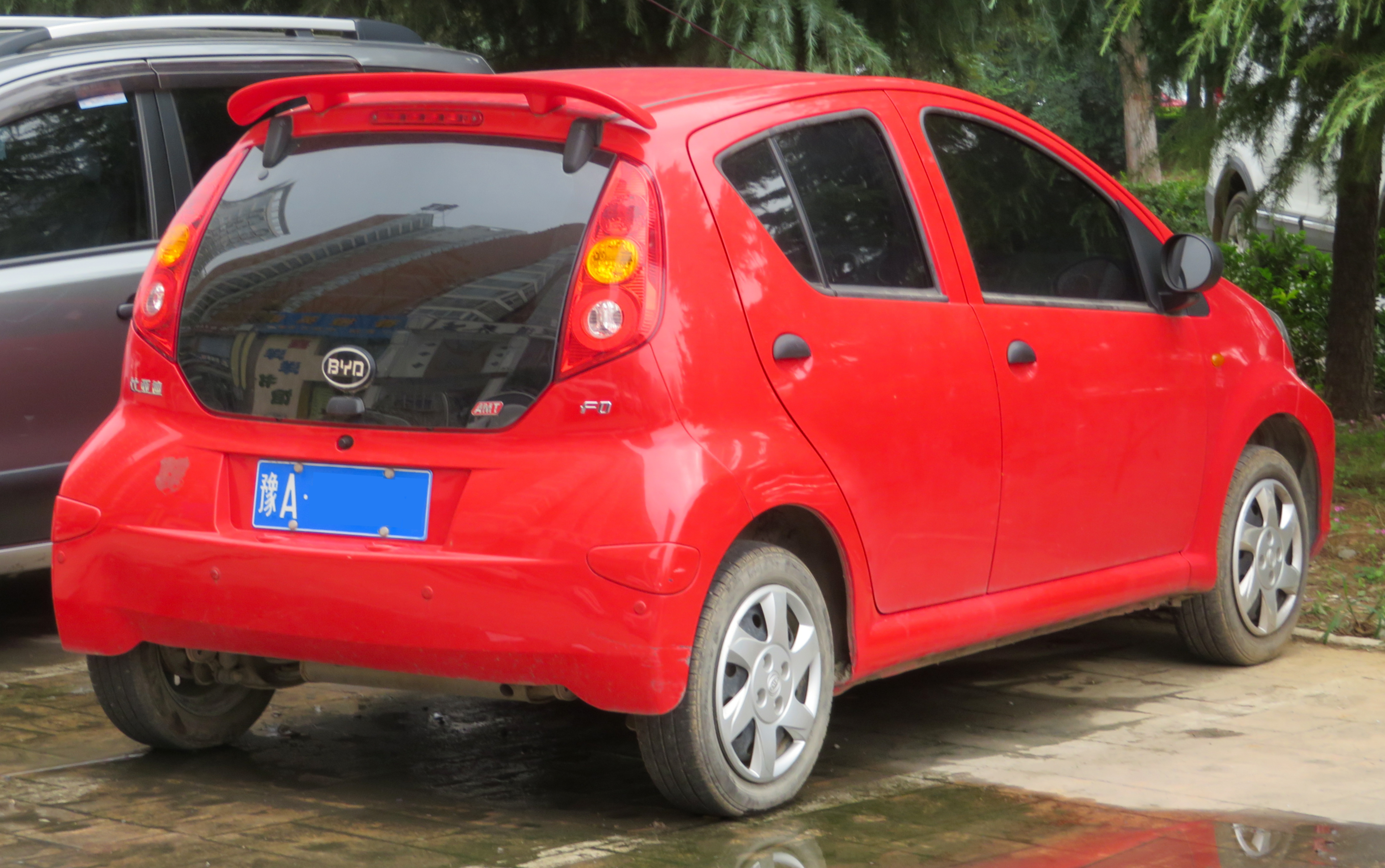
Heckansicht
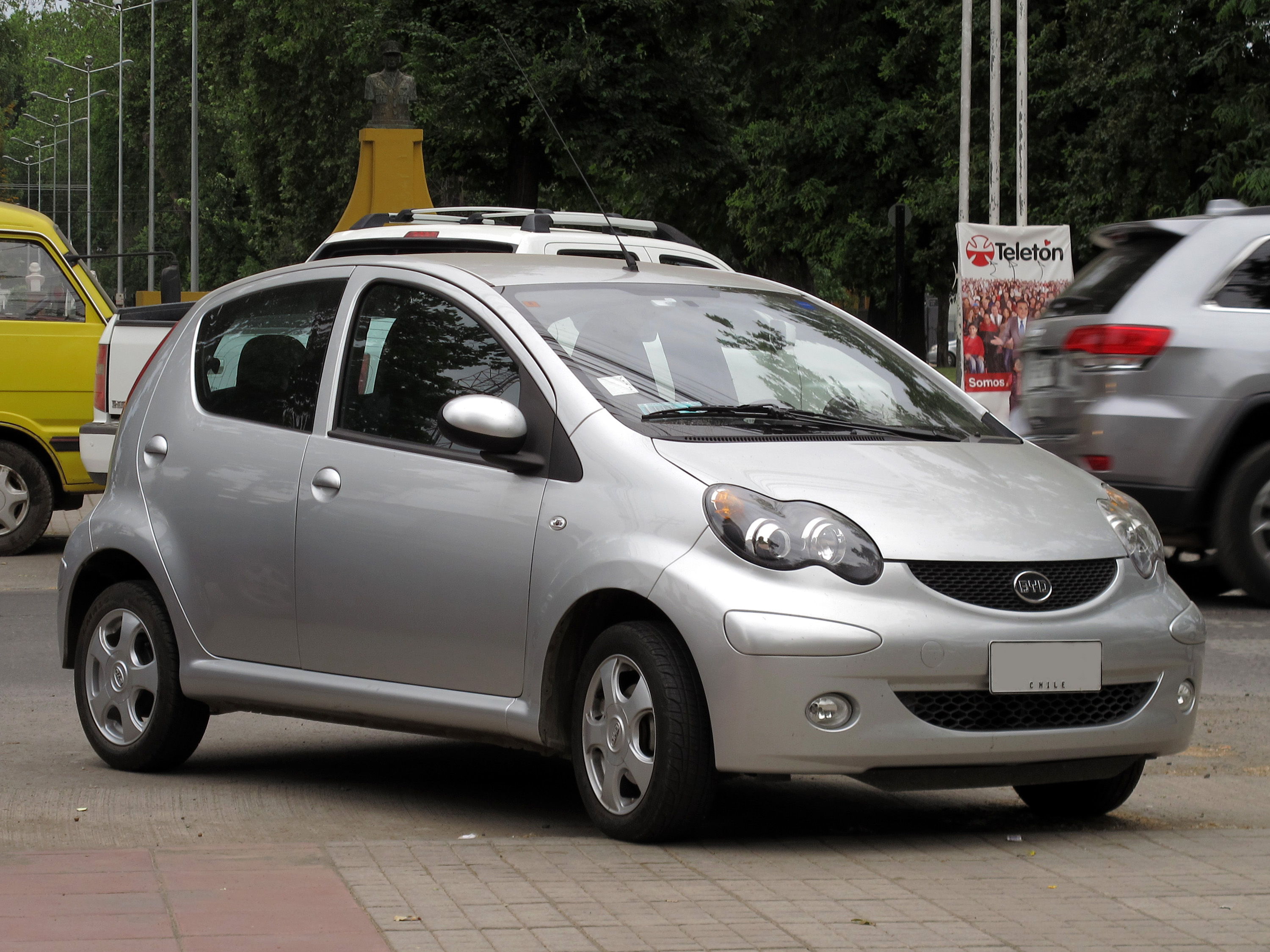
BYD F0 (2012–2015)
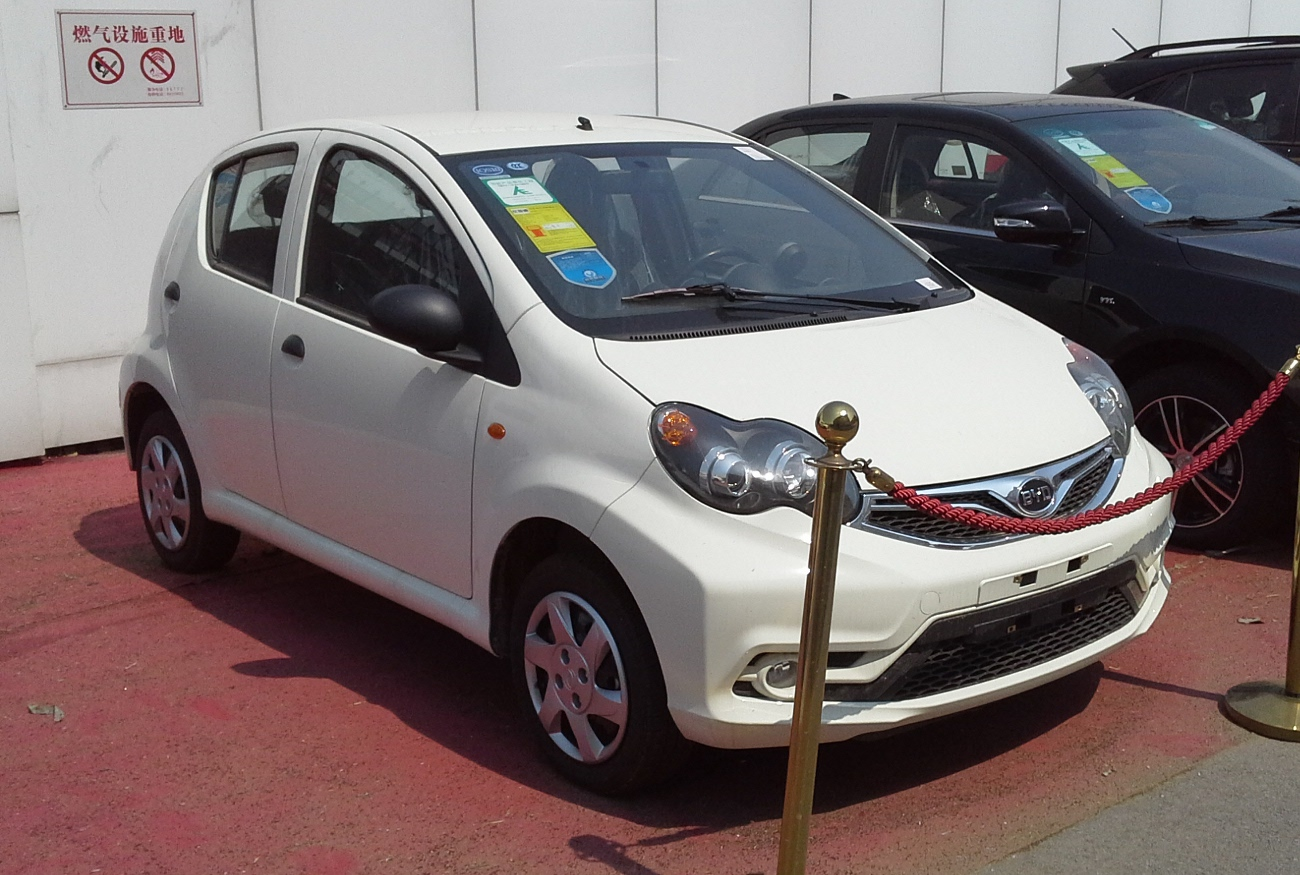
BYD F0 (2015–2019)

## Technische Daten
|                                             | 1.0                   |
| ------------------------------------------- | --------------------- |
| Bauzeitraum                                 | 2008–2019             |
| Motorkenndaten                              |                       |
| Motorart                                    | Ottomotor             |
| Motorbauart                                 | R3                    |
| Hubraum                                     | 998 cm³               |
| max. Leistung bei min−1                     | 50 kW (68 PS) / 6000  |
| max. Drehmoment bei min−1                   | 90 Nm / 3600          |
| Kraftübertragung                            |                       |
| Antrieb                                     | Vorderradantrieb      |
| Getriebe, serienmäßig                       | 5-Gang-Schaltgetriebe |
| Messwerte                                   |                       |
| Höchstgeschwindigkeit                       | 151 km/h              |
| Beschleunigung, 0–100 km/h                  | 12,8 s                |
| Kraftstoffverbrauch auf 100 km (kombiniert) | 4,2 l Super           |
| Tankinhalt                                  | 30 l                  |